# PIAS Recordings
PIAS Recordings (anciennement Play It Again Sam) est un label de disques belge fondé en 1983  par Kenny Gates et Michel Lambot, En septembre 2024, la société a été acquise par Universal Music Group. 
Play It Again Sam s'est développé avec d'autres labels indépendants européens au début des années 1980. Les premiers artistes marquants de Sam étaient des groupes de rock électronique comme Front 242, Meat Beat Manifesto et The Young Gods . Ils ont ensuite ajouté des artistes tels que The Sound, Soulwax/2ManyDJ's, Sigur Rós et Mogwai.

## Histoire
Le premier album du label en 1984 fut le mini album Faces in the Fire du groupe culte psychédélique expérimental The Legendary Pink Dots. Il fut immédiatement suivi par l'EP Four Your Ears Only, avec Red Lorry Yellow Lorry, Red Guitars, Party Day et Luddites. Cela a ouvert la voie à de nombreux autres artistes aux origines musicales et géographiques très diverses, dont les Butthole Surfers, Parade Ground, The Neon Judgement, The Sound, Skinny Puppy, Taxi Girl, Bill Pritchard et The Cassandra Complex. En 1988, le label sortit l'album Front By Front de Front 242, comprenant le single Headhunter (avec une vidéo réalisée par Anton Corbijn).